# 蒂谢
蒂谢（法語：Tichey，法語發音：[tiʃɛ]）是法国科多尔省的一个市镇，属于博讷区。

## 地理
蒂谢（47°0'46"N, 5°17'2"E）面积6.88 平方千米，位于法国勃艮第-弗朗什-孔泰大區科多尔省，该省份为法国中东部省份，北起奥布省，西接涅夫勒省和约讷省，南至索恩-卢瓦尔省，东南接汝拉省，东临上索恩省，东北部与上马恩省接壤。
与蒂谢接壤的市镇（或旧市镇、城区）包括：圣欧班、布斯朗日、蒙塔尼莱瑟尔、圣卢。

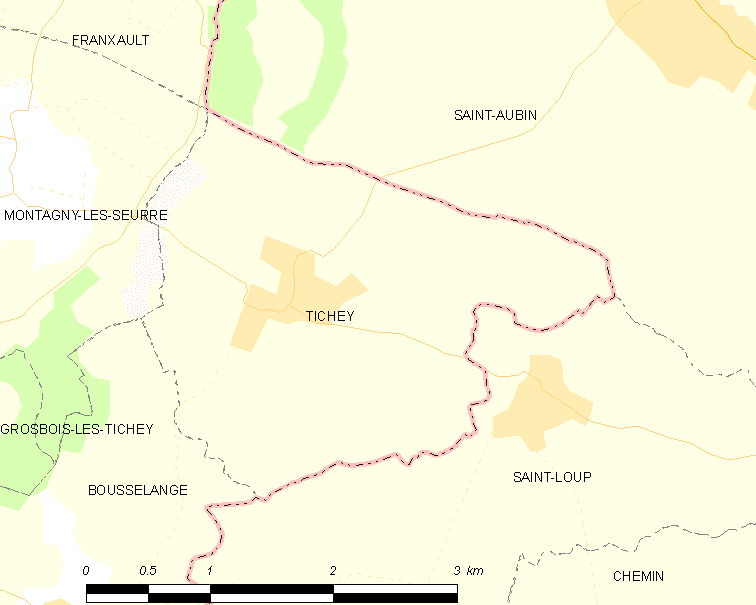
蒂谢的OSM定位图

蒂谢的时区为UTC+01:00、UTC+02:00（夏令时）。

## 行政
蒂谢的邮政编码为21250，INSEE市镇编码为21637。

## 政治
蒂谢所属的省级选区为布拉泽昂普莱讷县。

## 人口

1962-2008年间蒂谢人口变化图示

蒂谢于2022年1月1日时的人口数量为212人。